# Örményország himnusza
Az örmény nemzeti himnusz szövegét a neves örmény költő, Mikael Nalbandian (1829–1866) írta. Zenéjét Barsegh Kanachyan (1885–1967) szerezte. A mai himnusz 1991. július 1. óta hivatalos, és az eredeti öt versszakos költeménynek a szabadság és függetlenség kifejezése miatt némileg módosított változata. Az első örmény köztársaság (Örmény Demokratikus Köztársaság) himnusza is ez volt (1918–1922).
Az örmény nép sokáig erős szomszédai elnyomása alatt állt. Ez a himnusz azokra az ősökre emlékezik, akik századokig harcoltak és ontották vérüket, hogy megmentsék népüket a pusztulástól.

## Az eredeti örmény szöveg
Մեր Հայրենիք
Մեր Հայրենիք, ազատ, անկախ 

Որ ապրէլ է դարէ դար 

Յուր որդիքը արդ կանչում է 

Ազատ, անկախ Հայաստան:
Ահա՝ եղբայր, քեզ մի դրօշ, 

Որ իմ ձեռքով գործեցի 

Գիշերները ես քուն չեղայ, 

Արտասուքով լուացի:
Նայիր նրան երեք գոյնով, 

Նուիրական մէր նշան, 

Թող փողփողի թշնամու դէմ, 

Թող միշտ պանծայ Հայաստան:
Ամենայն տեղ մահը մի է 

Մարդ մի անգամ պիտ՚ մեռնի, 

Բայց երանի՚ որ իւր ազգի 

Ազատութեան կը զոհուի:

## A latin betűs átírás
Mer Hayrenik, azat ankakh, 

Vor aprel eh dareh dar 

Yur vortikeh ard kanchoom eh

Azat, ankakh hayastan.

(az előző két sor ismétlése)
Aha yeghbair kez mi drosh,

Vor im dzerkov gortzetsi 

Gishernereh yes koon chegha, 

Artasoonkov lvatsi.

(az előző két sor ismétlése)
Nayir nran yerek gooynov,

Nvirakan mer nshan,

Togh poghpoghi tshnamoo dem,

Togh misht pantza Hayastan. 

(az előző két sor ismétlése)
Amenayn tegh maheh mi eh

Mard mee ankam pit merni,

Baytz yerani vor yur azgi 

Azatootyan keh zohvi. 

(az előző két sor ismétlése)
(az első versszak ismétlése)

## Az első versszak magyarul
Hazánk 
Hazánk, szabad és független 

Mely századok óta fennáll 

Fiai úgy hívják 

Szabad, független Örményország. 

(az utolsó két sor ismétlése)

## Külső hivatkozások
- MP3 file